# اوکی ساتاکه
اوکی ساتاکه (انگلیسی: Uki Satake; ۸ مارس ۱۹۹۲ – ) بازیگر، صداپیشه، خواننده، و مدل (شخص) اهل ژاپن بود. وی از سال ۲۰۰۵ میلادی تاکنون مشغول فعالیت بوده‌است.